# Stippeföttche

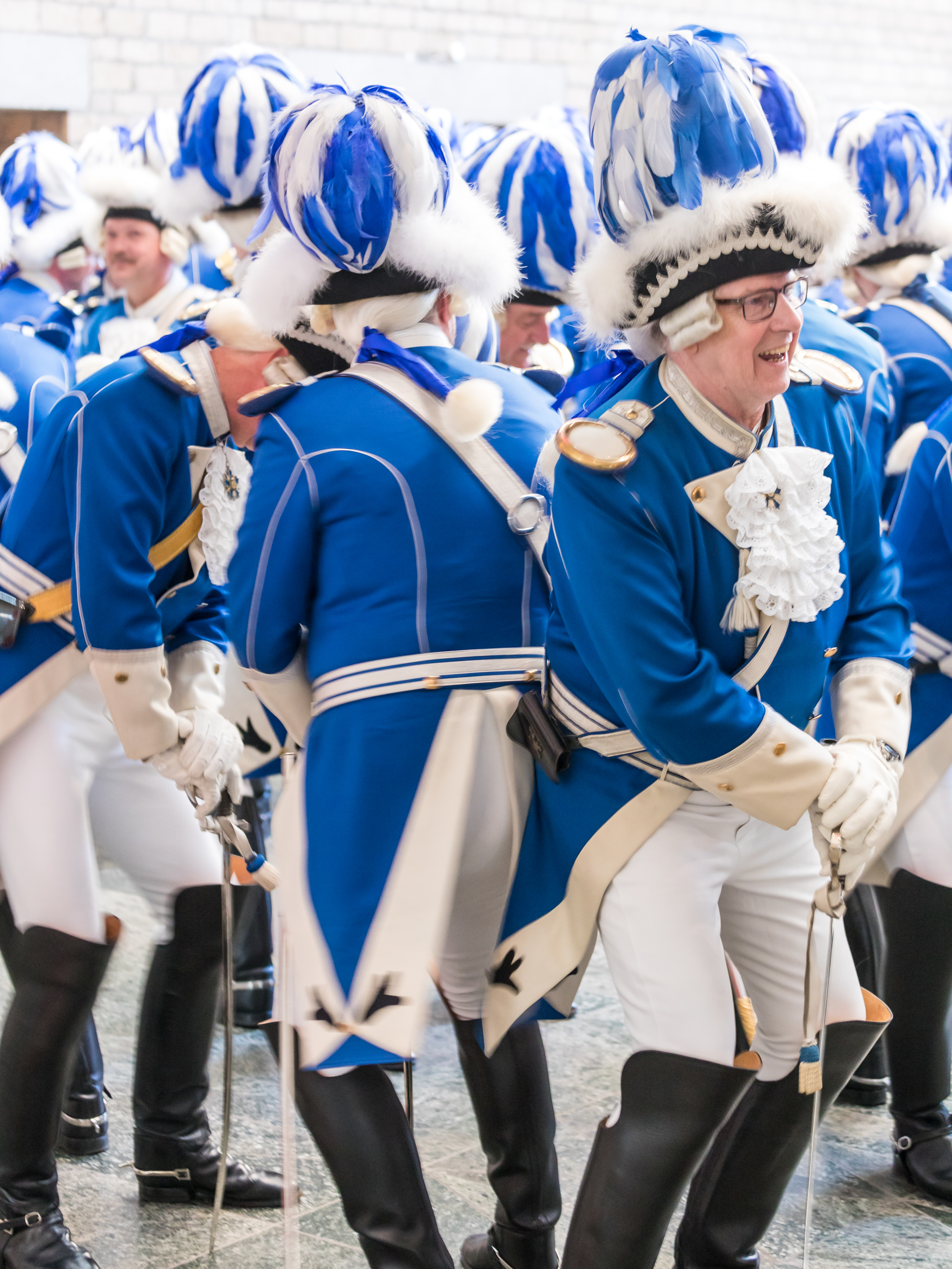
Zwei Blaue Funken beim Stippeföttche

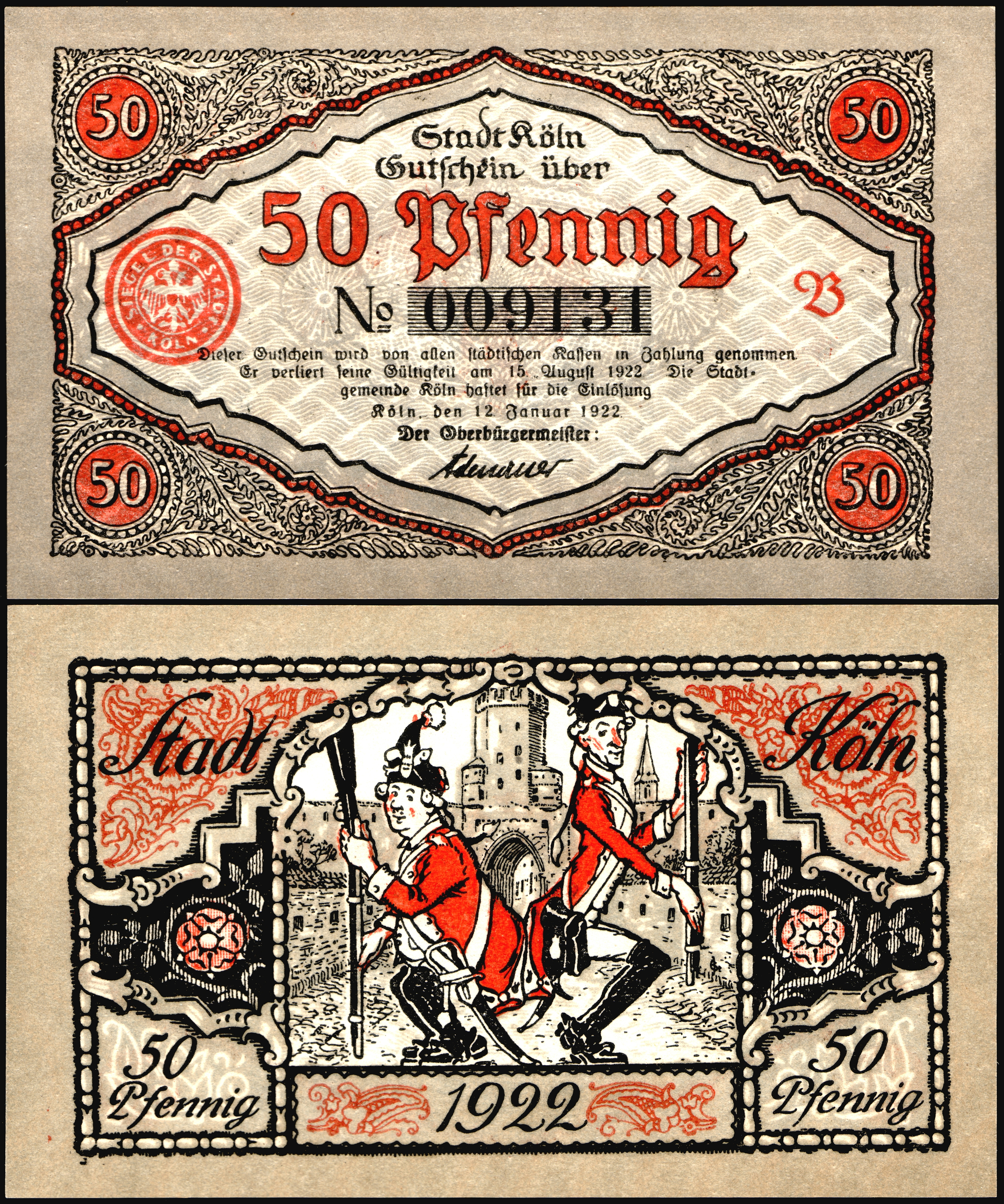
Notgeldschein der Stadt Köln von 1922, der zwei Mitglieder der Roten Funken beim Stippeföttche darstellt. (Unterschrieben von Oberbürgermeister Konrad Adenauer)

Stippeföttche ist ein ritueller Tanz, welcher im Karneval bei den Garden im Rheinland gebräuchlich ist. Dabei stehen jeweils zwei Gardisten Rücken an Rücken, gehen dabei leicht in die Knie und strecken dabei mit vorgehaltener Knabüs (Gewehr) oder Zabel (Säbel) ihre Hinterteile entgegen. Im Rhythmus der Marschmusik reiben die Gardisten beim sogenannten „Wibbeln“ die Hintern aneinander. Der Name bedeutet „hervorstehendes (hervorstippen) Popöchen (Föttche)“.

## Bedeutung
Wie so vieles im rheinischen Karneval, der sich oft mit dem ungeliebten (preußischen) Militär auseinandersetzte, ist das Stippeföttche eine Persiflage auf das Soldatentum und den Militarismus generell; im 19. Jahrhundert dann speziell der preußischen 'Fremdherrschaft' in der Rheinprovinz. Der dazu gespielte Marsch der Roten Funken von 1823 lautet Ritsch, ratsch – de Botz kapott („Ritsch, ratsch – die Hose kaputt“).